# Rohdea eucomoides
Rohdea eucomoides är en sparrisväxtart som först beskrevs av John Gilbert Baker, och fick sitt nu gällande namn av Noriyuki Tanaka. Rohdea eucomoides ingår i släktet Rohdea och familjen sparrisväxter. Inga underarter finns listade i Catalogue of Life.